# Coupe de l'EHF féminine 2004-2005
Navigation
Coupe de l'EHF 2003-2004 Coupe de l'EHF 2005-2006
La Coupe de l'EHF 2004-2005 est la vingt-quatrième édition de la Coupe de l'EHF féminine, compétition de handball créée en 1981 et organisée par l'EHF. La coupe de l'EHF est aussi appelée la C3.

## Formule
Toutes les rencontres se déroulent en matchs aller-retour. 
Le premier tour oppose 8 équipes. Les 4 équipes qualifiées rejoignent au deuxième tour les 6 équipes directement qualifiées pour ce tour et les 6 équipes éliminées du premier tour de la Ligue des champions. Les 8 équipes qualifiées rejoignent au troisième tour l'équipe directement qualifiée pour ce tour et les 7 équipes éliminées du deuxième tour de la Ligue des champions.

## Résultats

### Huitièmes de finale
Les matchs aller ont eu lieu les 12 et 13 février 2005 et les matchs retour les 13, 19 et 20 février 2005.
| Équipe 1                | Score  | Équipe 2             | Aller | Retour |
| ----------------------- | ------ | -------------------- | ----- | ------ |
| GOG Gudme               | 69-51  | AZS-AWFiS Gdańsk     | 43-23 | 26-28  |
| Győri ETO KC            | 71-53  | Våg Vipers HK        | 33-25 | 38-28  |
| BM Bera Bera            | 63-67  | HC Leipzig           | 37-34 | 26-33  |
| Byåsen IL               | 50-52  | Cornexi Alcoa        | 28-27 | 22-25  |
| Horsens HK              | 62-58  | HK Slovan Duslo Šaľa | 37-29 | 25-29  |
| Ferencváros TC Budapest | 84-54  | Anagennisi Arta      | 40-33 | 44-21  |
| Handball Metz Métropole | 47-41  | Rostov-Don           | 28-22 | 19-19  |
| Le Havre AC             | 55-55E | HC Zalău             | 32-27 | 23-28  |

### Quarts de finale
| Date Aller   | Club                    | Aller | Total | Retour | Club                    | Date Retour  |
| ------------ | ----------------------- | ----- | ----- | ------ | ----------------------- | ------------ |
| 13 mars 2005 | Cornexi Alcoa           | 32-26 | 61-58 | 29-32  | Horsens Håndboldklub    | 20 mars 2005 |
| 13 mars 2005 | Győri ETO KC            | 35-22 | 65-53 | 30-31  | HC Zalău                | 20 mars 2005 |
| 12 mars 2005 | Ferencváros TC Budapest | 31-30 | 63-62 | 32-32  | GOG Håndbold            | 20 mars 2005 |
| 12 mars 2005 | Handball-Club Leipzig   | 32-29 | 53-51 | 21-22  | Handball Metz Métropole | 20 mars 2005 |

### Demi-finales
| Date Aller    | Club                    | Aller | Total | Retour | Club          | Date Retour   |
| ------------- | ----------------------- | ----- | ----- | ------ | ------------- | ------------- |
| 10 avril 2005 | Handball-Club Leipzig   | 33-27 | 64-70 | 31-43  | Győri ETO KC  | 17 avril 2005 |
| 8 avril 2005  | Ferencváros TC Budapest | 30-31 | 61-60 | 31-29  | Cornexi Alcoa | 15 avril 2005 |

### Finale
| Date Aller  | Club         | Aller   | Total | Retour | Club          | Date Retour |
| ----------- | ------------ | ------- | ----- | ------ | ------------- | ----------- |
| 15 mai 2005 | Győri ETO KC | 27 - 21 | 46-49 | 19-28  | Cornexi Alcoa | 22 mai 2005 |

## Les championnes d'Europe
| Championne Coupe d'Europe de l'EHF 2004-2005 Cornexi Alcoa 1er titre |